# Crisi diplomàtica entre Guyana i Veneçuela de 2023
La crisi diplomàtica entre Veneçuela i Guyana de 2023 és una crisi diplomàtica en curs entre Guyana i Veneçuela, relativa a la disputa territorial sobre la Guaiana Essequiba, que es troba sota control de facto per la primera.

## Antecedents

Mapa de Veneçuela inclòs el territori en disputa.

L'Imperi Espanyol va fundar la Capitania General de Veneçuela incloent el territori actualment disputat de la Guaiana Essequiba, la qual Veneçuela es va quedar després de la seva guerra d'independència. Poc després d'això, l'Imperi Britànic va colonitzar Guyana traspassant-la amb els Països Baixos en un acord que no definia la seva frontera occidental, després d'això els britànics reclamaren el territori en 1840 i l'envaïren el 1841, reclamant encara més territori el 1886.
Els Estats Units van denunciar sota la doctrina Monroe que la frontera s'havia ampliat de "forma misteriosa", suggerint resoldre el conflicte en un arbitratge internacional. Ambdós països fixaren els seus límits en un Laude anterior de 1899 subscrit a París, on es va dictar la propietat de Guyana sobre el territori. Tot i això, el 1949 es va revelar un memoràndum de l'advocat estatunidenc Severo Mallet-Prevost, qui fou part de la defensa de Veneçuela en el Laude Arbitral de París, en el que denunciava que els jutges no havien estat imparcials, ja que tot estava arreglat per tal d'afavorir a Guyana.
Després d'això, Veneçuela va firmar l'Acord de Ginebra el 1966 amb Regne Unit abans de la independència de Guyana, que va tenir lloc el mateix any, que establia les bases per a una solució negociada a la disputa territorial i on es desconeixia el Laude. Sota aquest argument, Veneçuela va reclamar la seva sobirania sobre l'Essequibo. Guyana, per la seva part, argumenta que Veneçuela va renunciar al territori després del Laude de París.

## Història
Després dels descobriments de jaciments petrolífers i gasífers, el 19 de setembre de 2023 Guyana va autoritzar a sis empreses petrolieres estrangeres la perforació en aigües reclamades per Veneçuela, entre aquestes, ExxonMobil.
El govern de Nicolás Maduro va promoure un referèndum consultiu per al 3 de desembre de 2023 en el que es plantejaran cinc preguntes a la ciutadania, entre aquestes, si estan d'acord amb "oposar-se, per tots els medis, conforme el dret, a la pretensió de Guyana de disposar unilateralment d'un mar pendent per delimitar, de forma il·legal i en violació del dret internacional" i si estarien a favor de donar la nacionalitat veneçolana als 125.000 habitants de Guyana Essequiba. El govern ha criticat els "abusos d'ExxonMobil" i del Comandament Sud dels Estats Units, desplegant una campanya de mitjans que ha apel·lat al patriotisme veneçolà. La resposta de l'oposició va estar dividida: per una banda, María Corina Machado, la líder actual de la coalició política opositora, va assegurar que la sobirania no es consultava, sinó que s'exercia, i va demanar suspendre el referèndum per crear un equip nacional amb la finalitat d'elevar una reclamació a la Tribunal Internacional de Justícia (TIJ), mentre que Manuel Rosales i Henrique Capriles, ambdós excandidats presidencials de l'oposició, es van mostrar favorables: Rosales va fer una crida a votar en el referèndum i Capriles va anunciar que votaria.
El referèndum va ocasionar una crisi diplomàtica entre ambdós països. Representants de Veneçuela i Guyana van demanar en una audiència celebrada en el TIJ a mitjans de novembre de 2023 que el Tribunal reconeixeria la seva sobirania sobre l'Essequibo. Guyana va demanar també que es derogués el referèndum al·legant que Veneçuela pretenia annexionar el territori, petició que el govern de Veneçuela va rebutjar.
En aquest context, a finals de novembre de 2023 el president de Guyana Irfaan Ali es va reunir amb militars que vigilen la frontera entre ambdós països i l'endemà Guyana va difondre un vídeo en què s'hissava la bandera guyanesa en un acte en la muntanya Pakarampa del Essequibo, prop de l'estat Bolívar de Veneçuela, on el president Ali va fer un jurament de lleialtat nacional. Després d'aquests actes, el ministre de Defensa de Veneçuela, Vladimir Padrino López va declarar que les Forces Armades de Veneçuela estaran "vigilants permanentment" de "qualsevol acció que atempti" contra la "integritat territorial", demanant-li a la població que votés en el referèndum i agregant que el conflicte "per ara" no és una guerra. El governador de Zulia, Manuel Rosales va assegurar que "la Guaiana Essequiba es cent per cent territori veneçolà", argumentant que els actes de Guyana violaven l'acord de Ginebra de 1966, i va criticar que l'ONU i l'OEA no es manifestessin al respecte.
El president brasiler Lula da Silva en l'actualitat es troba intentant establir una mediació entre ambdós països per evitar un conflicte armat. Dos equips del Departament de Defensa dels Estats Units tenen previst visitar Guyana pròximament. Guyana ha plantejat establir bases militars estrangeres en el seu país. L'Exèrcit Brasiler es va mobilitzar cap a la frontera d'ambdós països preveient una possible ocupació veneçolana.